# 藍應
藍應（1456年—？），字景祥，福建興化衛人，軍籍，明朝政治人物。

## 生平
成化二十二年（1486年）丙午科福建鄉試第七十二名舉人。成化二十三年（1487年）中式丁未科會試第二百九名，三甲第十五名進士。官户部主事。

## 家族
曾祖藍宗友；祖父藍淑真；父藍弘韶，母李氏；繼母詹氏。具庆下。弟藍璧（贡士）。